# Remco Kobus
Remco Kobus (9 juni 1966) is een Nederlands televisieproducent.
Kobus studeerde aan de Universiteit van Amsterdam en de San Francisco State University. Na zijn studies werkte hij onder andere voor IDTV, Win TV Producties en Design Media. In 1992 ging hij aan de slag bij Joop van den Ende Producties, waar hij als productieplanner bij Goede tijden, slechte tijden werkte. Later ging hij aan de slag als productieleider. Sinds 1996 werkte hij op de afdeling drama, waar hij verschillende functies uitvoerde. Tot begin 2014 werkte hij als producent drama bij Endemol, voorheen Joop van den Ende Produkties. Als producent drama was hij verantwoordelijk voor programma's als Goede tijden, slechte tijden, Gooische Vrouwen en Julia's Tango. Sinds begin 2017 is Kobus werkzaam als Producent Drama voor MediaLane.